# Odontonema laxum
Odontonema laxum es una especie de planta fanerógama perteneciente a la familia Acanthaceae.

## Distribución y hábitat
Es endémica de Ecuador. Sus hábitats naturales son los bosques subtropical o tropicales húmedos de tierras bajas. Está amenazada por pérdida de hábitat. Crece principalmente en el bioma tropical húmedo.

## Taxonomía
Odontonema laxum fue descrita por Vicki M. Baum y publicada en Brittonia 34(4): 427–430, f. 4, en 1982.

#### Etimología
Véase: Odontonema
laxum: epíteto latino que significa "laxo, flojo".